# Ризький повіт
Ри́зький пові́т (латис. Rīgas apriņķis, нім. Rigische Kreis, рос. Рижский уезд) — адміністративно-територіальна одиниця у складі Лівонського герцогства (1566—1582), Шведської Лівонії (1629—1721), Ліфляндської губернії (1721—1918), Балтійського герцогства (1918), Латвійської СРР (1919), Латвійської Республіки (1918—1940), Генеральної округи Латвії (1941—1944) та Латвійської РСР (1940, 1944—1949) з центром у місті Рига.

## Історія

### XVI—XIX століття
Утворений у 1566 році на території Лівонського герцогства. Після Лівонської війни 1582 року повіт включено до складу Венденського воєводства, утвореного того ж року і до складу якого також входило місто Рига.
Відновлений як окрема адміністративно-територіальна одиниця після Альтмаркського миру 1629 року, Ризький повіт увійшов до складу Шведської Лівонії.
Згодом увійшов до складу Ризької губернії, утвореної 17 липня 1713 року указом Петра І з частини скасованої Смоленської губернії та окупованих Російською імперією земель Шведської Лівонії.
З 1726 року Ризька губернія складалася з п'яти провінцій, у 1775 році перейменованих на повіти:
- Ризький повіт;
- Венденський повіт;
- Пярнуський повіт,
- Тербатський повіт;
- Самсальський повіт.

Після адміністративної реформи 1783 року до Ризького повіту приєднано Слокський і південну частину Венденського повітів, а в його північній частині утворено Валмієрський повіт.

### XX століття
1 січня 1920 року Бірінську волость відновлено в колишніх кордонах, відокремивши її від Олайнської волості, а Віскальську волость — від Крапської.
У лютому 1924 року вся Болдерайська волость була включена в адміністративні межі міста Риги. У травні того ж року з частин Ікшкільської та Лієлвардеської волостей утворено Огресгалську волость. В червні з Бауського повіту до Ризького увійшли волості Балдоне, Ліве-Брамберга та Томе, а з Яунелгавського повіту — волость Лінде.
У 1925 році проведено низку перейменувань: Адеркашську волость перейменовано на Таурупі, Баєрінюську на Марупі, Яунпільську на Заубі, Лаубере-Озолську на Лаубере, Лієлайську на Мадлієнську, Ліндеську на Бірзгальську, Лівес-Брамбергську на Даугмалеську, Нурміжську на Вілдозьку, Палтмалеську на Лігатненську, Пінкаську на Бабітську, Ріктереську на Сідгундську, а Стукманюську на Плявіньську.
Станом на 1927 рік Ризький повіт нараховував 3 міста і 4 містечка із автономним самоврядуванням, одну фортецю і 58 волостей. У 1933 році Кемпійську волость приєднано до Лігатненської, у квітні 1940 року — волость Слока приєднано до Салської.
Площа Ризького повіту становила 6457,2 км2, що робило його найбільшим за площею повітом на території Латвії.
18 березня 1941 року місто Плявіняс і Плявіньську волость приєднано до Єкабпілського району. 8 січня 1946 року місто Ригас Юрмала приєднано до Риги як його частину, а 16 жовтня 1947 року Огрський повіт відокремлено від Ризького.
31 грудня 1949 року Ризький повіт ліквідували, включивши його територію до складу Балдонського, Ризького, Саулкрастського і Сигулдського районів.

## Територіальний поділ

### 1913 рік
У 1913 році в Ризькому повіті було 50 волостей і 1 місто:
- Адазька волость
- Айзкраукльська волость
- Аллазька волость
- Бабітська волость
- Бебрська волость
- Бірінська волость
- Болдерайська волость
- Відрізька волость
- Вілдозька волость
- Дрейлінська волость
- Заубська волость
- Інчукалнська волость
- Кастранська волость
- Катлакалнська волость
- Кейпенська волость
- Кекавська волость
- Кечська волость
- Клінтейнська волость
- Кокнеська волость
- Крапська волость
- Крімулдська волость
- Ледманська волость
- Ледургська волость
- Лігатненська волость
- Лієлвардська волость
- Мадлієнська волость
- Малпілська волость
- Мангальська волость
- Менгельська волость
- Морська волость
- Нітаурська волость
- Олайнська волость
- Пабазька волость
- Платереська волость
- Рембатська волость
- Ропазька волость
- Саласпілська волость
- Салська волость
- Сейська волость
- Сігулдська волость
- Сідгундська волость
- Скріверська волость
- Скултська волость
- Слокська волость
- Стопінська волость
- Сунтазька волость
- Таурупська волость
- Тінузька волость
- Турайдська волость
- Юмправська волость

### 1940 рік
Станом на 1940 рік до Ризького повіту входили 6 міст і 56 волостей:
Міста
- Кемері
- Огре
- Плявіняс
- Ригас Юрмала
- Сігулда
- Слока

Волості
- Адазька волость
- Айзкраукльська волость
- Аллазька волость
- Бабітська волость
- Балдонська волость
- Бебрська волость
- Бірзгальська волость
- Бірінська волость
- Відрізька волость
- Вілдозька волость
- Віскальська волость
- Даугмальська волость
- Дрейлінська волость
- Заубська волость
- Інчукалнська волость
- Кастранська волость
- Катлакалнська волость
- Кейпенська волость
- Кекавська волость
- Кечська волость
- Клінтейнська волость
- Кокнеська волость
- Крапська волость
- Крімулдська волость
- Ледманська волость
- Ледургська волость
- Ледургська волость
- Лігатненська волость
- Лієлвардська волость
- Мадлієнська волость
- Малпілська волость
- Мангальська волость
- Марупська волость
- Менгельська волость
- Морська волость
- Нітаурська волость
- Огресгаласька волость
- Олайнська волость
- Пабазька волость
- Платереська волость
- Рапазька волость
- Рембатська волость
- Саласпілська волость
- Салська волость
- Сейська волость
- Сігулдська волость
- Сідгундська волость
- Скріветська волость
- Скултська волость
- Стопінська волость
- Сунтазька волость
- Таурупська волость
- Тінузька волость
- Томеська волость
- Турайдська волость
- Юмправська волость